# Hunalaria
Hunalaria is het tweede album van de Belgische groep Betty Goes Green. 

## Tracklist[2]
1. Chapter II
2. Heating Danger
3. I Went Out
4. Life Long Devotion
5. Pleasure on the Playground
6. Around Midnight
7. Wipe Your Tears
8. Cold by the Sea
9. No One Else
10. I'll Never Be Down
11. Hunaluria
12. Till the End of My Life

## Meewerkende artiesten
- Producer
  - Mike Rathke
- Muzikanten
  - Luc Crabbe (zang, gitaar)
  - Pieter De Cort (gitaar)
  - Joe Bacart (drums)
  - Nathalie Duyver (achtergrondzang)
  - Tony Gezels (basgitaar)